# البطولة الوطنية المجرية 1959–60
البطولة الوطنية المجرية 1959–60 (بالمجرية: 1959–1960-as magyar labdarúgó-bajnokság)‏ هو الموسم 58 من  البطولة الوطنية المجرية. أشرف على تنظيمه اتحاد المجر لكرة القدم، وكان عدد الأندية المشاركة فيه  14، وفاز فيه نادي أويبست.